# Cadence (film)
Pour les articles homonymes, voir Cadence.
Pour plus de détails, voir Fiche technique et Distribution.
Cadence est un film américano-canadien réalisé par Martin Sheen et sorti en 1990. Il s'agit du premier et unique long métrage réalisé par l'acteur, qui dirige ici ses fils Charlie Sheen et Ramon Estevez. Il s'agit d'une adaptation du roman Count a Lonely Cadence de Gordon Weaver (en).
Le film est présenté au festival du cinéma américain de Deauville 1990.

## Synopsis
Dans les années 1960, le soldat américain Franklin Bean, en service militaire en Allemagne de l'Ouest, rentre temporairement au pays pour enterrer un père qui ne l'a jamais compris. De retour en Allemagne, il écope d'une lourde sanction après une bagarre de bar sous l'effet de l'alcool lors de laquelle il a frappé un policier militaire. Il est incarcéré durant 90 jours dans un bataillon disciplinaire au sein du camp militaire américain de Barenfeld en Allemagne de l'Ouest. Seulement son intégration se passe mal et son sergent-chef, Otis V. McKinney, exerce des méthodes de redressement pour le moins primaires sur ce jeune homme en pleine rébellion. Franklin se retrouve enfermé avec des prisonniers afro-américains dont le chef de chambrée, Roosevelt Stokes.

## Fiche technique
Sauf indication contraire, les informations mentionnées dans cette section peuvent être confirmées par la base de données cinématographiques IMDb,  présente dans la section « Liens externes ».
- Titre français et original : Cadence
- Réalisation : Martin Sheen
- Scénario : Dennis Shryack, d'après le roman Count a Lonely Cadence de Gordon Weaver (en)
- Musique : Georges Delerue
- Photographie : Richard Leiterman (en)
- Montage : Martin Hunter
- Production : Richard Davis et Glennis Liberty
- Sociétés de production : The Movie Group, Northern Lights Media Corp. et Republic Pictures
- Sociétés de distribution : New Line Cinema (États-Unis), Outsider Diffusion (France)
- Pays de production :  États-Unis,  Canada
- Langue originale : anglais
- Format : Couleur - Dolby - 35 mm - 1.85:1
- Durée : 97 minutes
- Genre : drame
- Dates de sortie[1] :
  - France : 31 août 1990 (festival du cinéma américain de Deauville)
  - États-Unis : 15 février 1991
  - France : 15 juillet 1992
- Classification :
  - États-Unis : PG-13

## Distribution
- Charlie Sheen (VF : Serge Faliu) : le soldat Franklin Fairchild Bean, Jr.
- Martin Sheen (VF : Jean-Pierre Moulin) : le sergent-chef Otis V. McKinney
- Laurence Fishburne (VF : Emmanuel Jacomy) : Roosevelt Stokes
- Michael Beach (VF : Bertrand Liebert) : Edward James Webb
- Blu Mankuma : Eugene « Goethe » Bryce
- John Toles-Bey (VF : Philippe Peythieu) : Andrew Lawrence
- Harry Stewart : Harry « L'angelot » Crane
- James Marshall (VF : Alexandre Gillet) : le caporal Harold Lamar
- Ramon Estevez : le caporal Gerald Gessner
- Don S. Davis : Haig
- Roark Critchlow : Brooks
- F. Murray Abraham (VF : Michel Derain) : le capitaine Ramon Garcia (non crédité)
- David Michael O'Neill (VF : Éric Missoffe) : Sager
- Lochlyn Munro : le barman
- Matt Clark : Franklin F. Bean, Sr.
- Brent Stait : un policier militaire
- Christopher Judge : un policier militaire à l'hôpital psychiatrique
- Jenn Griffin (en) (VF : Véronique Augereau) : la tatoueuse

## Production
Le scénario est une adaptation du roman Count a Lonely Cadence de Gordon Weaver (en) publié en 1968.
Gary Busey avait initialement été engagé pour le rôle du sergent-chef Otis V. McKinney. Cependant, en raison de son comportement sur le plateau, l'acteur est renvoyé et Martin Sheen décide de reprendre le rôle pour sauver le film.
Le tournage a lieu en Colombie-Britannique, notamment Kamloops et Ashcroft.

## Accueil
Sur l'agrégateur américain Rotten Tomatoes, Cadence récolte 42% d'opinions favorables pour 12 critiques et une note moyenne de 4,7⁄10.
Le film ne récolte que 2 070 871 $ aux États-Unis et n'attire que 37 257 spectateurs en France,.